# Abdenour Zouad
Abdenour Zouad, né le 7 octobre 1994, est un rameur d'aviron algérien.

## Carrière
Abdenour Zouad est médaillé d'or en quatre de couple poids légers aux Championnats d'Afrique d'aviron 2014 à Tipaza.
Il obtient la médaille d'or en deux de couple avec Oussama Habiche aux Championnats d'Afrique d'aviron 2022 à El-Alamein.
Il est médaillé de bronze en deux de couple mixte avec Nihed Benchadli aux Jeux africains de plage de 2023 à Hammamet
Il est médaillé d'argent en deux de couple avec Seïf-Eddine Guennouche et médaillé de bronze en quatre de couple aux Championnats d'Afrique d'aviron 2024 à El-Alamein. Il est médaillé de bronze en quatre de couple mixte aux Championnats d'Afrique d'aviron de plage sprint 2024.